# 朱青生
朱青生（1957年4月19日—，Laozhu），江苏省镇江市人。艺术史家。北京大学教授、北京大学视觉与图像研究中心主任、北京大学汉画研究所所长、《中国当代艺术年鉴》主编、德国考古研究院通讯院士、国际艺术史学会主席。朱青生的专业为艺术学、艺术史和汉画研究，亦从事现代艺术创作。

## 生平
朱青生1957年生于江苏省镇江市的一个知识分子家庭，父亲被划为右派。1975年初中毕业后，朱青生进入镇江的一家工厂做学徒。1978年，朱青生考入南京师范大学美术系油画专业，成为恢复高考后的第一批大学生之一，1982年毕业并获得学士学位。1982年，朱青生考上了中央美术学院美术史系的研究生，1985年毕业并获硕士学位，随后留校任教。1987年，朱青生调到北京大学艺术系任教。1990年，朱青生赴德国海德堡大学美术史研究所就读，1996年获博士学位。1996年朱青生归国。1999年，被北京大学聘为教授。
2016年9月，当选国际艺术史学会主席，成为国际艺术史学会历史上首位中国主席。

## 作品与研究
朱青生主要从事汉画、现代艺术研究，计划出版两百卷的汉画图录。他也从事现代艺术创作，创作了《红瓶绿蔓》《滚！》《洗黄河》《漆山》等现代艺术作品。朱青生参与创办中华世纪坛世界艺术馆，是世界艺术馆首席专家。他担任了纪录片《当卢浮宫遇见紫禁城》的总撰稿，组织了《詹森艺术史》的翻译。

## 家庭
朱青生的妻子是德国海德堡大学的医学博士。朱青生为儿子取名“朱元璋”。